# The Maple Leaf Forever
The Maple Leaf Forever – kanadyjska pieśń patriotyczna, której słowa napisał Alexander Muir w październiku 1867 roku. Pieśń została napisana w celu uczczenia konfederacji Kanady. Do lat 60. XX wieku funkcjonowała, obok God Save the King, jako nieoficjalny hymn Kanady.
Utwór opowiada o brytyjskich osiągnięciach wojennych w Kanadzie. Pierwsza zwrotka odnosi się do zajęcia Quebecu przez wojska Jamesa Wolfe'a, podczas wojny siedmioletniej. Zaś druga zwrotka opowiada o wojnie brytyjsko-amerykańskiej oraz brytyjskich zwycięstwach w bitwach pod Queenston Heights i pod Lundy's Lane. 
Pieśń cieszyła się dużą popularnością w anglojęzycznej części Kanady, w przeciwieństwie do części francuskojęzycznej, gdyż przedstawiała historię kraju wyłącznie z brytyjskiej perspektywy, jak i z powodu braku francuskiej wersji pieśni. Oprócz tego hymn utracił na znaczeniu, gdy w 1965 roku przyjęto flagę państwową z liściem klonu, przez co słowa „...Britannia’s flag”, odnoszące się do czerwonego sztandaru z Union Jackiem przestały być aktualne.
Słowa
In Days of yore, 

From Britain's shore

Wolfe the dauntless hero came

And planted firm Britannia's flag

On Canada's fair domain.

Here may it wave,

Our boast, our pride

And joined in love together, 

The thistle, shamrock, rose entwined,

The Maple Leaf Forever.

The Maple Leaf

Our Emblem Dear,

The Maple Leaf Forever.

God save our Queen and heaven bless,

The Maple Leaf Forever.

At Queenston Heights and Lundy's Lane

Our brave fathers side by side 

For freedom's home and loved ones dear,

Firmly stood and nobly died.

And so their rights which they maintained,

We swear to yeild them never.

Our watchword ever more shall be

The Maple Leaf Forever

The Maple Leaf

Our Emblem Dear,

The Maple Leaf Forever.

God save our Queen and heaven bless,

The Maple Leaf Forever.

Our fair Dominion now extends

From Cape Race to Nootka Sound

May peace forever be our lot

And plenty a store abound

And may those ties of love be ours

Which discord cannot sever

And flourish green for freedom's home

The Maple Leaf Forever

The Maple Leaf

Our Emblem Dear,

The Maple Leaf Forever.

God save our Queen and heaven bless,

The Maple Leaf Forever.